# Morenci (Michigan)
Morenci è un comune degli Stati Uniti d'America, situato nello Stato del Michigan, nella contea di Lenawee.